# 프리드리히 빌헬름 폰 뷜로
프리드리히 빌헬름 폰 뷜로(Friedrich Wilhelm Freiherr von Bülow, 1755년 2월 16일 – 1816년 2월 25일)은 프로이센의 나폴레옹 전쟁 시대의 장성급 장교였다.

## 초기 생애
뷜로는 알트마르크의 팔켄베리에서 태어났으며, 프라이헤어 디트리히 하인리히 폰 뷜로의 형이었다. 귀족 가문인 뷜로 가문의 일원으로서 훌륭한 교육을 받았고, 1768년 프로이센 육군에 입대하여 1772년 준위가 되었고 1775년에는 소위가 되었다. 그는 1778년 바이에른 왕위 계승 전쟁에 참전했으며, 이후 직업 연구와 과학 및 예술 연구에 전념했다.
평생 동안 뷜로는 음악에 전념했으며, 그의 뛰어난 음악적 재능은 프리드리히 빌헬름 2세 국왕의 주목을 받게 했고, 1790년경에는 베를린의 가장 유행하는 사교계에서 두각을 나타냈다. 그러나 그는 군사 연구를 게을리하지 않았고, 1792년에는 어린 루이 페르디난트 왕자의 군사 교관이 되었고 동시에 정식 대위가 되었다. 그는 1792~94년 라인강 전역에 참전했으며, 마인츠 공방전 중 탁월한 용기로 푸르 르 메리트 훈장을 받고 소령으로 진급했다.

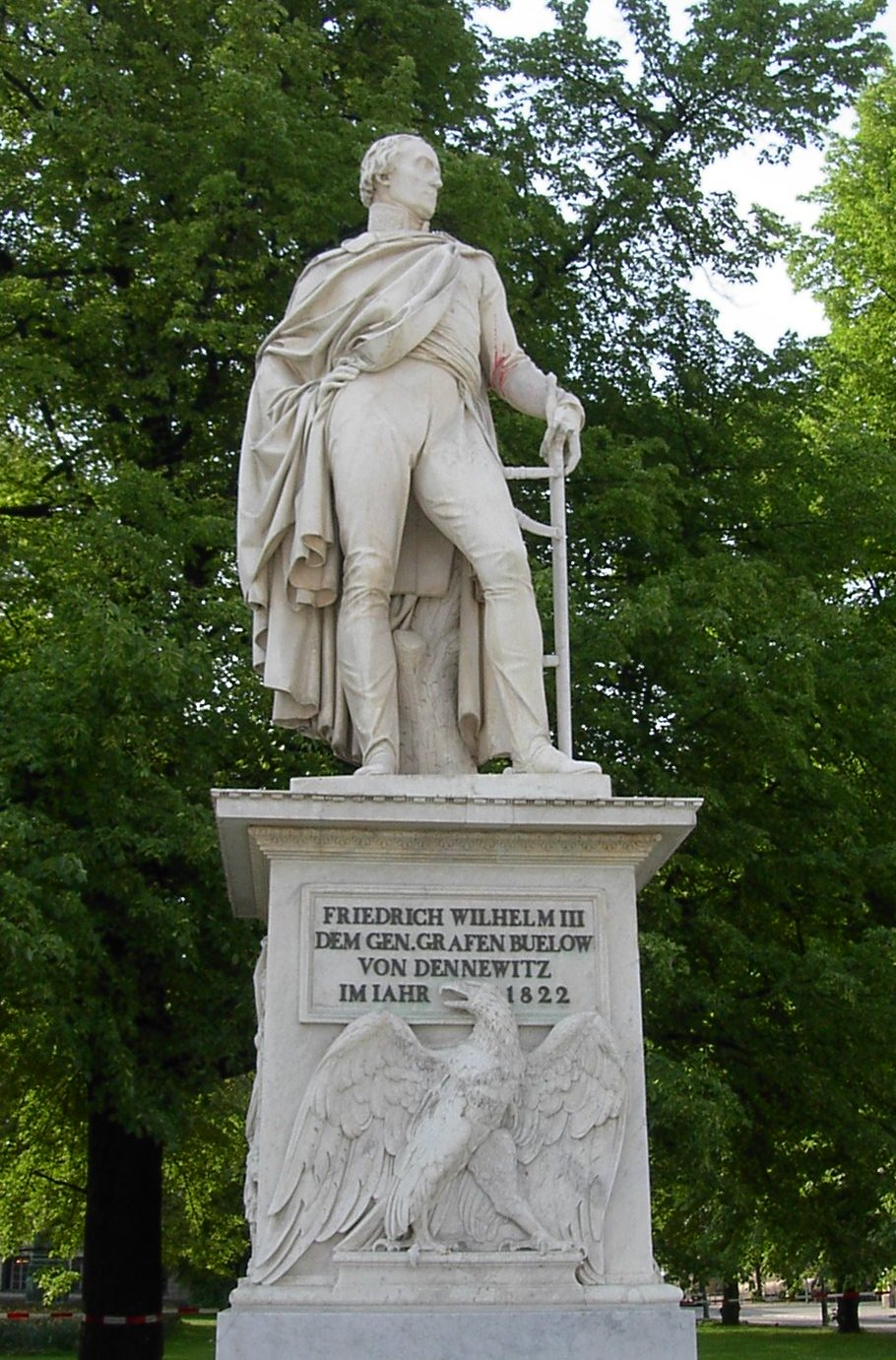
베를린 운터덴린덴에 있는 뷜로 동상.

이후 뷜로는 졸다우 주둔 임무를 수행했다. 1802년에는 아우어 대령의 딸 아우구스테 마리안과 결혼했고, 이듬해에는 중령이 되어 군단과 함께 졸다우에 머물렀다. 그의 형 디트리히의 변덕과 불운은 그의 행복과 재산에 영향을 미쳤다. 두 자녀를 잃은 후 1806년에는 아내가 사망했고, 또 다른 실망의 원인은 그의 연대가 1806년 나폴레옹에 대항하여 파견된 야전군에서 제외된 것이었다. 전역의 재난은 그의 에너지를 일깨웠다. 그는 전쟁 후반부에 안톤 빌헬름 폰 레스토크의 지휘 아래 훌륭한 공적을 세웠고, 전투 중 부상당했으며, 마침내 야전 원수 게프하르트 레베레히트 폰 블뤼허의 부대에서 여단 지휘관으로 지명되었다.
1808년 뷜로는 첫 아내의 여동생인 파울리네 율리아네와 결혼했다. 그는 같은 해 소장으로 진급했으며, 이때부터 그는 프로이센의 재건에 전적으로 헌신했다. 그의 강렬한 애국심은 블뤼허와도 갈등을 일으켜 일시적인 은퇴로 이어졌지만, 1811년에 다시 임용되었다.

## 제6차 대프랑스 동맹

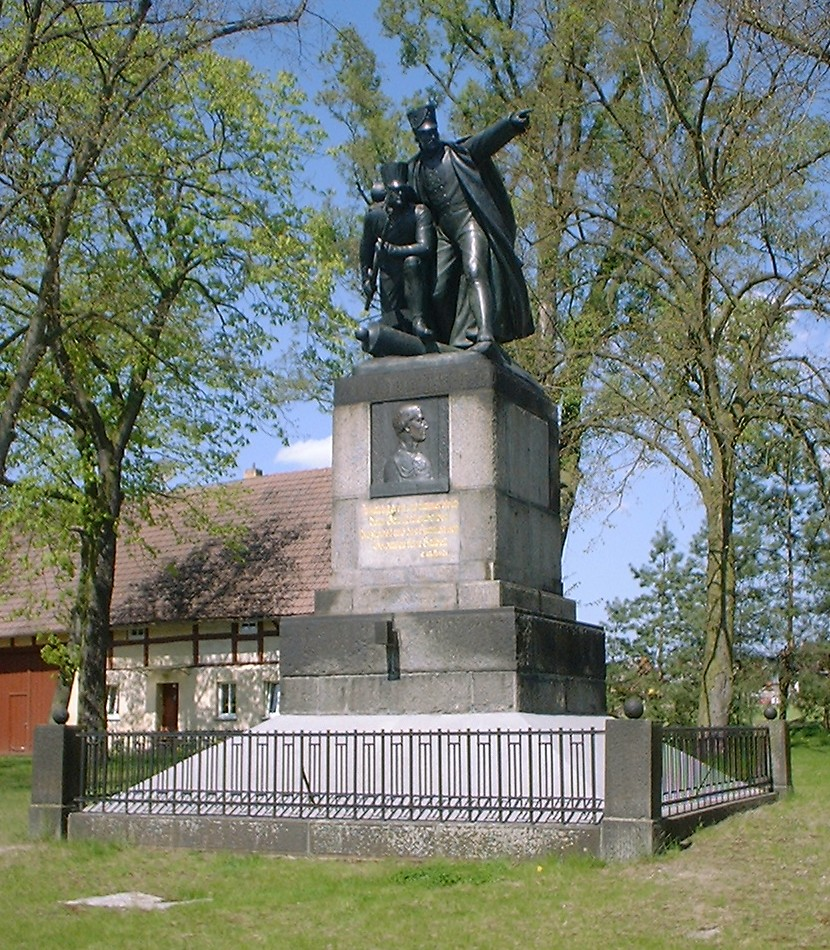
데네비츠에 있는 뷜로 기념비

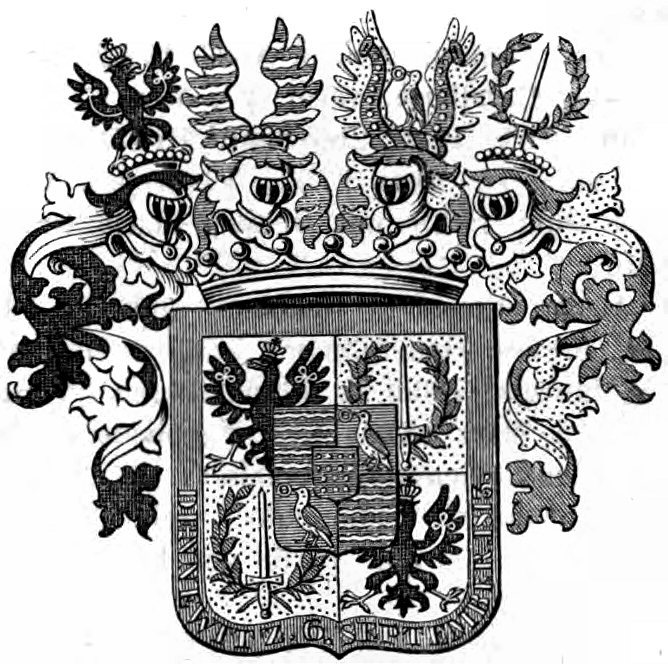
데네비츠 백작 뷜로 가문의 문장, 1814년

제6차 대프랑스 동맹을 앞둔 중요한 시기에 뷜로는 결정을 내리기 전까지 어떤 되돌릴 수 없는 조치도 취하지 않고 병력을 통제했다. 1813년 3월 14일, 그는 중장으로 진급했다. 그는 베를린 방어를 위해 우디노 원수에 맞서 싸웠고 루카우 전투에서 그를 물리쳤다. 여름에는 스웨덴의 태자인 베르나도트의 지휘를 받게 되었다.
한 군단의 선두에 선 뷜로는 그로스베렌 전투에서 크게 활약했으며, 이 승리는 거의 전적으로 그의 리더십 덕분으로 평가받았다. 조금 후에 그는 데네비츠 전투에서 큰 승리를 거두었고, 이로 인해 나폴레옹의 베를린 진격은 두 번째로 저지되었다. 이는 주로 프로이센군에 의해 승리했기 때문에 프로이센에서 엄청난 열광을 불러일으켰고, 뷜로의 인기는 블뤼허에 거의 필적하게 만들었다.
그로스베렌 전투에서의 뛰어난 장군으로서의 자질과 용기로 폰 뷜로는 베르나도트 태자로부터 전장에서 스웨덴 검훈장 대십자 훈장을 받았고, 이후 프로이센 국왕에 의해 데네비츠 백작으로 봉해졌다.
뷜로의 군단은 라이프치히에서 나폴레옹을 최종적으로 전복시키는 데 중요한 역할을 했으며, 이후 네덜란드와 벨기에에서 프랑스군을 축출하는 임무를 맡았다. 거의 일관되게 성공적인 전역에서 그는 호흐스트라텐에서 눈부신 승리를 거두었지만, 웰링턴 경의 부사령관인 영국군 장군 토마스 그레이엄의 지원을 자주, 그리고 매우 중요하게 받았다는 점은 행운이었다. 1814년 전역에서 그는 북서쪽에서 프랑스를 침공하여 블뤼허와 합류했으며, 3월의 랑 전투에 참전했다. 그는 보병대장이 되었고 데네비츠 백작 뷜로라는 칭호를 받았다. 그는 또한 1814년 6월 영국을 방문한 연합군 군주들에도 참여했다.

## 워털루 전역
1814~1815년의 짧은 평화 기간 동안 뷜로는 프로이센 본토의 총사령관으로 쾨니히스베르크에 있었다. 그는 곧 다시 전장으로 불려갔고, 워털루 전역에서 블뤼허 군의 IV 군단을 지휘했다. 그는 리니에는 참전하지 않았지만, 그의 군단은 워털루 전투에서 나폴레옹에 대한 측면 공격을 주도했으며, 플랑스누아 주변의 프로이센군 전투에서 가장 큰 부분을 담당했다. 그는 프랑스 침공에 참여했지만, 쾨니히스베르크 지휘관으로 복귀한 지 한 달 뒤인 1816년 2월 25일에 갑자기 사망했다.

## 내용주
1. 1 2 3 4 5 6 7 8  Chisholm 1911, 795쪽.
2. ↑  Barton, pp. 91–94.